# Joseph Louvot
Pour les articles homonymes, voir Louvot.
Claude Étienne Joseph Louvot, né le 7 août 1750 à Besançon et mort le 18 juin 1824 à Paris, est un avocat et homme politique français.

## Famille
Joseph Louvot est le fils d'un banquier Jean-Baptiste Louvot (1720-1805) et de Jeanne Huberte Arnoux, fille du Directeur des Forges de Chatillon Guyotte. La famille Louvot est propriétaire de la forge de Chatillon-sur-Lison depuis 1786.

## Carrière politique
Joseph Louvot est président du directoire départemental du Doubs après la chute de Robespierre. Il est ensuite élu député du Doubs au Conseil des Cinq-Cents le 22 vendémiaire an IV. Rallié au coup d'État du 18 brumaire, il est nommé juge à la cour d'appel de Besançon, premier président en 1810. Il est créé baron d'Empire en 1813. Il est de nouveau député du Doubs pendant les Cent-Jours, en 1815. 
Resté un temps sans emploi sous la Restauration, il devient conseiller à la cour d'appel de Riom en 1818, puis président en 1819.

## Sources
- « Joseph Louvot », dans Adolphe Robert et Gaston Cougny, Dictionnaire des parlementaires français, Edgar Bourloton, 1889-1891 [détail de l’édition]